# Comissão parlamentar de inquérito (Brasil)
No Brasil, uma Comissão Parlamentar de Inquérito é uma investigação temporária realizada pelo Poder Legislativo, cumprindo com sua função fiscalizadora. Ao longo dos anos, diversas comissões parlamentares de inquérito (CPI) foram estabelecidas no país.

## História
No Brasil, o primeiro esboço do que viria a ser a futura CPI, data da época do Império, em meio à Guerra do Paraguai, o Senado estudou a criação de uma comissão nos moldes das atuais CPIs para investigar supostas falhas do governo brasileiro no conflito militar com o país vizinho. O pedido foi apresentado em 1867, quando a guerra completava dois anos e meio, pelo Senador Silveira da Mota. Para ele, o Senado precisava apurar por que o combate consumia tanto dinheiro dos cofres públicos e a paz não chegava nunca. Após acirrados debates no Palácio Conde dos Arcos, a sede do Senado imperial, no Rio de Janeiro, os senadores decidiram enterrar a proposta.
A primeira constituição a consagrar a CPI foi a Constituição de 1934, mas com previsão de criação de CPIs somente para a Câmara dos Deputados.
A Constituição de 1937, decretada por Getúlio Vargas, foi omissa quanto às CPIs. Elas retornaram na Constituição de 1946, e aí foi prevista, pela primeira vez, para as duas casas do Poder Legislativo: a Câmara dos Deputados e o Senado Federal.
Na Constituição de 1988, as CPIs estão regulamentadas no Art.58, Parágrafo 3º.: As comissões parlamentares de inquérito, que terão poderes de investigação próprios das autoridades judiciais, além de outros previstos nos regimentos internos das respectivas Casas, serão criadas pela Câmara dos Deputados e pelo Senado Federal, em conjunto ou separadamente, mediante requerimento de um terço de seus membros, para a apuração de fato determinado e por prazo certo, sendo suas conclusões, se for o caso, encaminhadas ao MP (Ministério Público), para que promova a responsabilidade civil ou criminal dos infratores.

## Instauração e funcionamento
O pedido de instauração de uma CPI no Congresso pode ser feito por um terço dos Senadores ou um terço dos Deputados Federais. No Senado, por exemplo, composto por 81 senadores, são necessárias 27 assinaturas. O STF já decidiu, em defesa das minorias parlamentares, no Mandado de Segurança n°. 26 441 que havendo este requerimento de 1/3 dos membros da casa legislativa e cumpridos os outros requisitos exigidos na legislação, a maioria não pode tentar obstar a instalação da CPI através de remessa da matéria para o julgamento no plenário.
Quando uma CPI é composta em conjunto pelo Senado e pela Câmara, ela recebe o nome de Comissão Parlamentar Mista de Inquérito. Mesmo nesse caso, contudo, ela é comumente chamada pelos meios de comunicação e pela sociedade brasileira em geral como CPI, ao invés de CPMI. Neste caso, além das 27 assinaturas dos senadores, também é necessário o apoio de 171 deputados, exatamente um terço dos membros da Câmara.

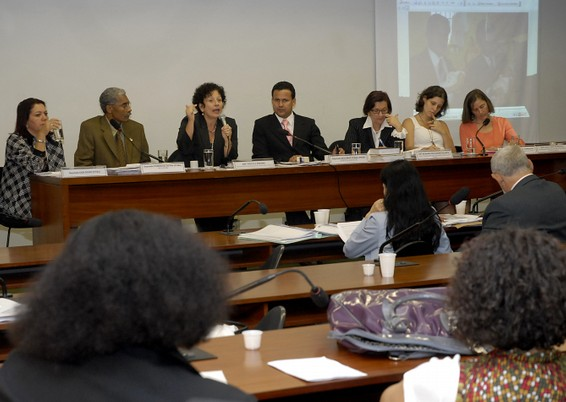
Reunião da CPI da Carceragem. Fonte: Antônio Cruz - Agência Brasil

A Constituição Federal exige que a CPI tenha por objeto de investigação um fato determinado, não existindo óbice (empecilho), todavia, que constatando a ocorrência de um novo fato relevante que deva ser investigado seja criada uma nova CPI ou que seja aditado o objeto da CPI já em curso acaso os fatos sejam conexos aos iniciais.
Recolhidas as assinaturas mínimas necessárias, o pedido de abertura com a discriminação dos fatos a serem apurados é apresentado à mesa diretora, que o lê em plenário. Isto, no entanto, não é o bastante para ela funcionar. Ainda é preciso que os partidos que têm representatividade na Casa indiquem os membros para a comissão e, aí sim, é feita a sua instalação efetiva. Os trabalhos devem durar 120 dias, nos termos do regimento interno da Câmara dos Deputados. No Senado Federal, o prazo de funcionamento de uma CPI constará do seu requerimento de criação, e poderá ocorrer a prorrogação de uma CPI sucessivas vezes, tendo como limite a legislatura em que se deu a criação da comissão de inquérito.
A não instauração da CPI por omissão de Mesa da Casa respectiva de indicar os membros da CPI afronta o direito subjetivo das minorias de ver instaurado o inquérito parlamentar, com apoio ao direito de oposição, conforme já decidido pelo STF no Mandado de Segurança n° 24 831/DF.
Depois de concluir as investigações, a Comissão Parlamentar de Inquérito poderá encaminhar suas conclusões na forma de um relatório final, se for o caso, ao Ministério Público, para que este promova a responsabilidade civil ou criminal dos acusados.
O cronograma de trabalho de uma Comissão Parlamentar de Inquérito é determinado por seus membros, que vão definir as investigações e as tomadas de depoimento. O relatório final é de responsabilidade exclusiva do relator, que deve ser escolhido por votação.

## Poderes de investigação
Tanto as diligências, audiências externas e convocações de depoimentos devem ser aprovadas pelo plenário da CPI, em atenção ao princípio de colegialidade.
Para realizar os seus trabalhos a CPI tem os mesmos poderes de investigação de uma autoridade judicial, podendo, portanto, através de decisão fundamentada de seu plenário:
- Quebrar sigilo bancário, fiscal, de dados e telefônico (não confundir com interceptação telefônica);
- Requisitar informações e documentos sigilosos diretamente às instituições financeiras ou através do BACEN ou CVM, desde que previamente aprovadas pelo Plenário da CD, do Senado ou de suas respectivas CPIs (Artigo 4º, § 1º, da LC 105);
- Ouvir testemunhas, sob pena de condução coercitiva;
- Ouvir investigados ou indiciados.

Todavia, os poderes das CPIs não são idênticos aos dos magistrados, já que estes últimos tem alguns poderes assegurados na Constituição que não são outorgados às Comissões Parlamentares tendo em vista o entendimento do Supremo Tribunal Federal (MS 23.452) de que tais poderes são reservados pela constituição apenas aos magistrados. Assim, a CPI não pode:
- Determinar de indisponibilidade de bens do investigado.

- Decretar a prisão preventiva (pode decretar somente prisão em flagrante);

- Determinar o afastamento de cargo ou função pública durante a investigação; e

- Decretar busca e apreensão domiciliar de documentos.

É jurisprudência pacífica no Supremo Tribunal Federal a possibilidade do investigado ou acusado permanecer em silêncio, evitando-se a autoincriminação. (STF HC 89269). De tal garantia decorrem, para a pessoa objeto de investigação, e, até, para testemunha, os seguintes direitos: a) manter silêncio diante de perguntas cuja resposta possa implicar autoincriminarão; b) não ser presa em flagrante por exercício dessa prerrogativa constitucional, sob pretexto da prática de crime de desobediência (art. 330 do Código Penal), nem tampouco de falso testemunho (art. 342 do mesmo Código); e c) não ter o silêncio interpretado em seu desfavor.” (HC 84.214-MC, Rel. Min. Cezar Peluso, decisão monocrática, julgamento em 23-4-04, DJ de 29-4-04)
Os poderes de investigação da CPI só podem ser exercidos pelos membros ou por um membro da CPI mediante a prévia e expressa autorização desta comissão por decisão majoritária (Art. 47 da Constituição Federal), sem o que o exercício de qualquer de tais poderes – por qualquer membro, até pelo presidente ou pelo relator da CPI – é arbitrário e comporta impugnação ou reparo por ação judicial, inclusive pelos remédios constitucionais, sobretudo habeas corpus e mandado de segurança.

## Lista
- CPI dos terrenos de marinha (1965), que investigou irregularidades na gestão e ocupação dos terrenos de marinha no litoral paulista;[8]
- CPI de PC Farias (1992), que investigou denúncias de corrupção próximas ao presidente Fernando Collor, e terminou com a renúncia do mesmo (antes que o Senado decidisse pelo impeachment);[9]
- CPI do Orçamento (1993), que ficou famosa ao revelar o esquema dos chamados "anões do orçamento" (grupo de parlamentares que controlava o orçamento, e que foi acusado de corrupção maciça. O nome "anões" é referente ao tamanho do partido dos parlamentares, considerados "anões" comparado ao porte dos outros);[10]
- CPI dos Títulos Públicos (1996), que investigou irregularidades em títulos públicos negociados por estados e municípios;[11]
- CPI do Narcotráfico (1999) e roubo de cargas;[12]
- CPI do Judiciário (1999), apuração de denúncias concretas da existência de irregularidades praticadas por integrantes de tribunais superiores, de tribunais regionais e de tribunais de Justiça;[13]
- CPI do Banestado (2003), sobre evasão de divisas do Brasil para paraísos fiscais do Banestado;[14]
- CPMI dos Correios (2005), denúncia de corrupção na empresa estatal, que desembocou no escândalo do mensalão;[15]
- CPMI do Mensalão (2005), denúncia de compra de votos de parlamentares do Congresso Nacional para aprovação de projetos de interesse do governo;[16]
- CPI dos Bingos (2005),  denúncia de utilização das casas de bingo para a prática de crimes de lavagem de dinheiro e a  relação dessas casas com o crime organizado. Parte das investigações apuraram fatos relacionados ao mensalão;[17]
- CPMI dos Sanguessugas (2006), que investigou esquema de fraude em licitações para a compra de ambulâncias.[18]
- CPI do Sistema de Tráfego Aéreo (2007), apuração de denúncias sobre irregularidades no sistema aéreo brasileiro;[19]
- CPI das Escutas Telefônicas Clandestinas (2007), que investigou grampos em ministros do Supremo Tribunal Federal;[20]
- CPI das ONGs (2007-2010), que investigou repasses de recursos públicos do governo federal para ONGs e OSCIPs ligadas ao meio ambiente;[21]
- CPI dos Cartões Corporativos (2008), que investigou gastos irregulares no uso de cartões corporativos;[22]
- CPIs da Petrobras (2009-2015), apuração de denúncias sobre desvios de recursos da Petrobras pelos partidos PP, PT e PMDB através dos ex-diretores da estatal Paulo Roberto Costa, Renato Duque, Nestor Cerveró e Jorge Zelada juntamente com os operadores Alberto Youssef, João Vaccari Neto e Fernando Soares (conhecido por Fernando Baiano), empresários e empreiteiros. Considerado pelo Ministério Público Federal, Polícia Federal e ministros do Supremo Tribunal Federal como o maior escândalo da história no País, identificados pagamentos superior a 6 bilhões de reais em propinas;[23][24][25]
- CPI da Boate Kiss (2013), sobre o incêndio na boate Kiss naquele ano;[26]
- CPI do HSBC (2015-2016), que investigou irregularidades praticadas pelo HSBC na abertura de contas na Suíça;[27]
- CPI dos Fundos de Pensão (2015), apuração de um rombo de R$ 46 bilhões nos fundos dos Correios (Postalis), Petrobras (Petros), Caixa Econômica Federal (Funcef) e Banco do Brasil (Previ);[28]
- CPI do BNDES (2015), apuração de denúncias sobre perdas com financiamentos do Banco Nacional de Desenvolvimento Econômico e Social (BNDES);[29]
- CPI do Carf (2016), investigou fraudes contra a Receita Federal por bancos e grandes empresas, mediante suposto pagamento de propina para manipular resultados dos julgamentos referentes à sonegação fiscal do Conselho de Administração de Recursos Fiscais (Carf);[30]
- CPMI das Fake News (2019), apuração da existência de uma rede de produção e propagação de notícias falsas e o assédio virtual nas redes sociais;[31]
- CPI da COVID-19 (2021), apuração sobre as irregularidades na pandemia de COVID-19 no Brasil na esfera federal;[32]
- CPMI do Golpe (2023), apuração dos atos de ação e omissão ocorridos em 8 de Janeiro de 2023, nas Sedes dos Três Poderes da República, em Brasília;[33]
- CPI das Bets (2024), apuração da crescente influência dos jogos de apostas online no orçamento das famílias brasileiras, sua possível ligação com organizações criminosas e o uso de influenciadores digitais para promovê-los.[34]